# Vienna Music Institute

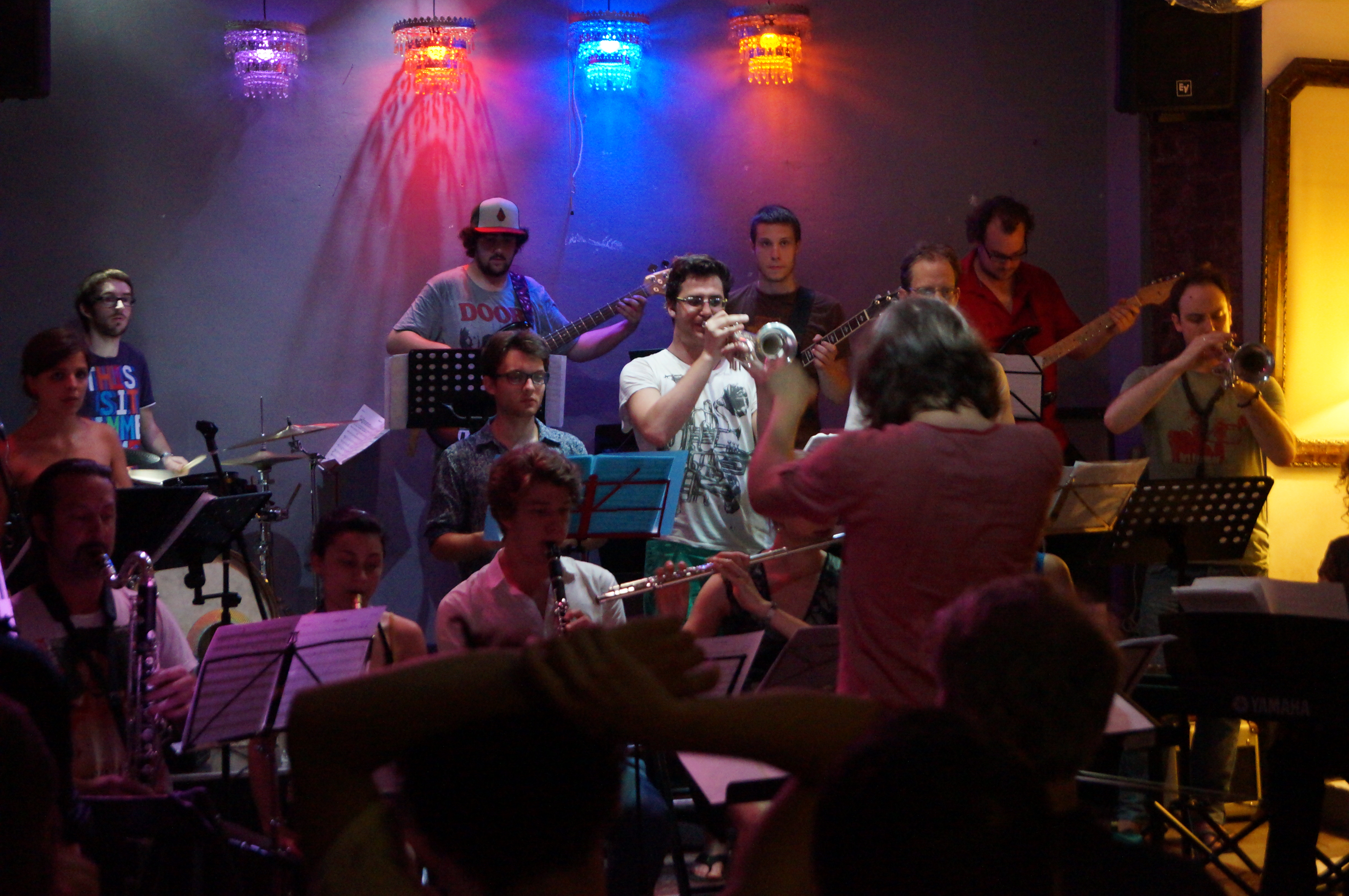
Ensemble Konzert des Vienna Music Institute

Das Vienna Music Institute (VMI) ist ein österreichisches Privatkonservatorium mit Öffentlichkeitsrecht und Hochschullehrgängen mit Sitz im 15. Bezirk in Wien unter der organisatorischen und künstlerischen Leitung von Ernst Ritsch. Es zählt zu den Bildungseinrichtungen für Jazz- und Popularmusik in Österreich.

## Geschichte und Studium
Das VMI wurde 1999 als VGI – Vienna Guitar Institute von Ernst Ritsch gegründet. Es bietet ein staatlich anerkanntes Studien- und Kursprogramm für die professionelle Ausbildung Studierender aus dem In- und Ausland an, spezialisiert auf den Bereich der modernen Jazz- und Popularmusik, ergänzt durch Workshops und Seminare. Der Schwerpunkt liegt auf staatlich anerkannten Diplomstudien für Gesang, alle Instrumente und Komposition sowie Instrumental- und Gesangspädagogik-Studien, die auch in Kombination zueinander absolviert werden können.
Seit dem Jahr 2010 bietet das VMI auch ein Vollstudium der Fachrichtung Kompositionspädagogik an, fungiert also auch als Hochschule. Das Studium schließt mit einer staatlich anerkannten Lehrbefähigung zum Kompositionslehrer ab. Die Mindeststudiendauer liegt bei allen Studienlehrgängen in der Regel – sofern keine Vorstudien anzurechnen sind – bei acht Semestern. Zur gezielten Vorbereitung auf das ordentliche oder außerordentliche Studium dient ein Vorstudium mit einer Studiendauer von maximal 4 Semestern.

## Bekannte Dozenten (Auswahl)
Zu den Dozenten zählen unter anderem Andy Manndorff, Karl Ratzer, Harri Stojka, Peter Rom, Wolfgang Seligo, Clemens Salesny, Alois Eberl, Raphael Preuschl, Robert Riegler, Dusan Novakov, Jörg Mikula, Reinhold Schmölzer und Wolfgang Reisinger.
Als Gastdozenten unterrichteten unter anderem Alex Gunia, Bill Frisell, David Fiuczynski, Jay Clayton, Jeff Berlin, John Abercrombie, Judith Hill, Mike Stern, Phil Woods, Randy Brecker, Scott Henderson, Thomas Lang

## Bekannte Absolventen (Auswahl)
- Bernth Brodträger
- Kathi Kallauch
- Ralph Mothwurf
- Pænda
- Alexander Pinter
- Alvis Reid